# BROADWAY BOYS
『BROADWAY BOYS』（ブロードウェイ ボーイズ）は宝塚歌劇団によって制作された舞台作品。月組公演。形式名は「グリコスペシャル ミュージカル・ショー」。宝塚は20場。作・演出はトミー・チューンと岡田敬二とジェフ・カルフーン。併演作品は『グランドホテル』。涼風真世の宝塚サヨナラ公演で、宝塚大劇場公演は宝塚歌劇団79期生の初舞台公演演目であった。

## 解説
※『宝塚歌劇100年史（舞台編）』の宝塚大劇場公演参考。
ブロードウェイに憧れて、田舎からやってきたジミーとフレッドが、栄光の街で経験する様々な出来事をバラエティ・ショー風に綴った作品。フィナーレ前にはトニー・チューンがブロードウェイで認められるきっかけになった"Seesaw（シーソー）"の中の曲を涼風真世が歌い踊った。チューンは初舞台生のロケットダンスの振付も担当した。

## 公演期間と公演場所
- 1993年4月2日 - 5月10日　宝塚大劇場[1]
- 1993年7月2日 - 7月31日　東京宝塚劇場[2]

## スタッフ
※氏名の後ろに「宝塚」・「東京」の文字がなければ両劇場共通。
- 振付：トミー・チューン/ジェフ・カルフーン
- 作詞・作曲：ジェリー・ハーマン
- 訳詞：岡田敬二/平野恵子
- 振付補：ニキ・ハリス
- 音楽監督・作曲補：ウォーリー・ハーパー
- 編曲：ピーター・マッツ
- 音楽監督：高橋城
- 音楽指揮：岡田良機（宝塚）、清川知巳（東京）
- 装置：大橋泰弘
- 衣装：任田幾英
- 照明：勝柴次朗
- 音響：加門清邦
- 小道具：万波一重
- 小道具補：伊集院徹也
- 効果：川ノ上智洋
- 演出補・訳詞：小池修一郎
- 演出助手・訳詞：中村一徳
- 演出助手：加藤誠
- 振付助手：麻咲梨乃
- タップダンス指導：牧野洋子
- 装置補：新宮有紀
- 衣装補：有村淳
- 舞台進行：赤坂英雄
- 通訳：上村朋子
- 制作：佐分孝
- 製作担当：伊藤万寿夫（東京）

## 主な配役
※宝塚・東京共通。
- ジミー、歌手S - 涼風真世
- フレッド、紳士S - 天海祐希
- アグネス、淑女S - 麻乃佳世
- ベティ - 羽根知里
- 警官、ナニーズ、紳士A - 汝鳥伶
- ヘッドウェイター、紳士A - 葵美哉
- バレエマスター、ニュージーズ - 旭麻里
- ナニーズ - 梨花ますみ
- 警官、バレエマスター、ウェイター - 幸風イレネ
- ナニーズ、ニュージーズ - 大峯麻友
- セーラーA、エスカイヤマン、紳士A - 若央りさ
- セーラーA、エスカイヤマン、シンガー、紳士A - 久世星佳
- セーラーA、エスカイヤマン、シンガー - 真織由季
- セーラーA、エスカイヤマン - 汐風幸